# Буррвайлер
Буррвайлер (нім. Burrweiler) — громада в Німеччині, розташована в землі Рейнланд-Пфальц. Входить до складу району Південний Вайнштрассе. Складова частина об'єднання громад Еденкобен.
Площа — 6,29 км2. Населення становить 793 ос. (станом на 31 грудня 2020).

## Галерея

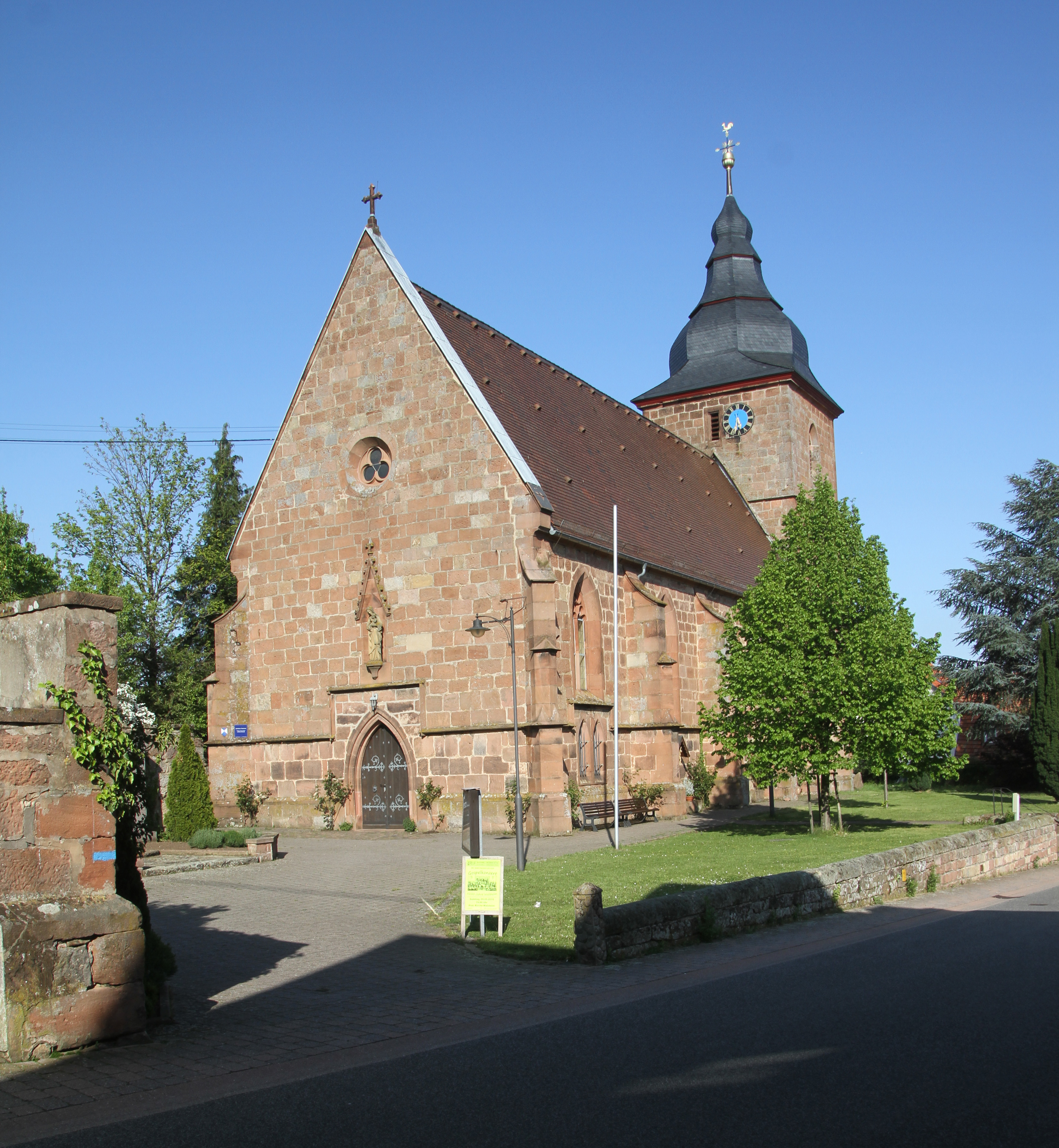
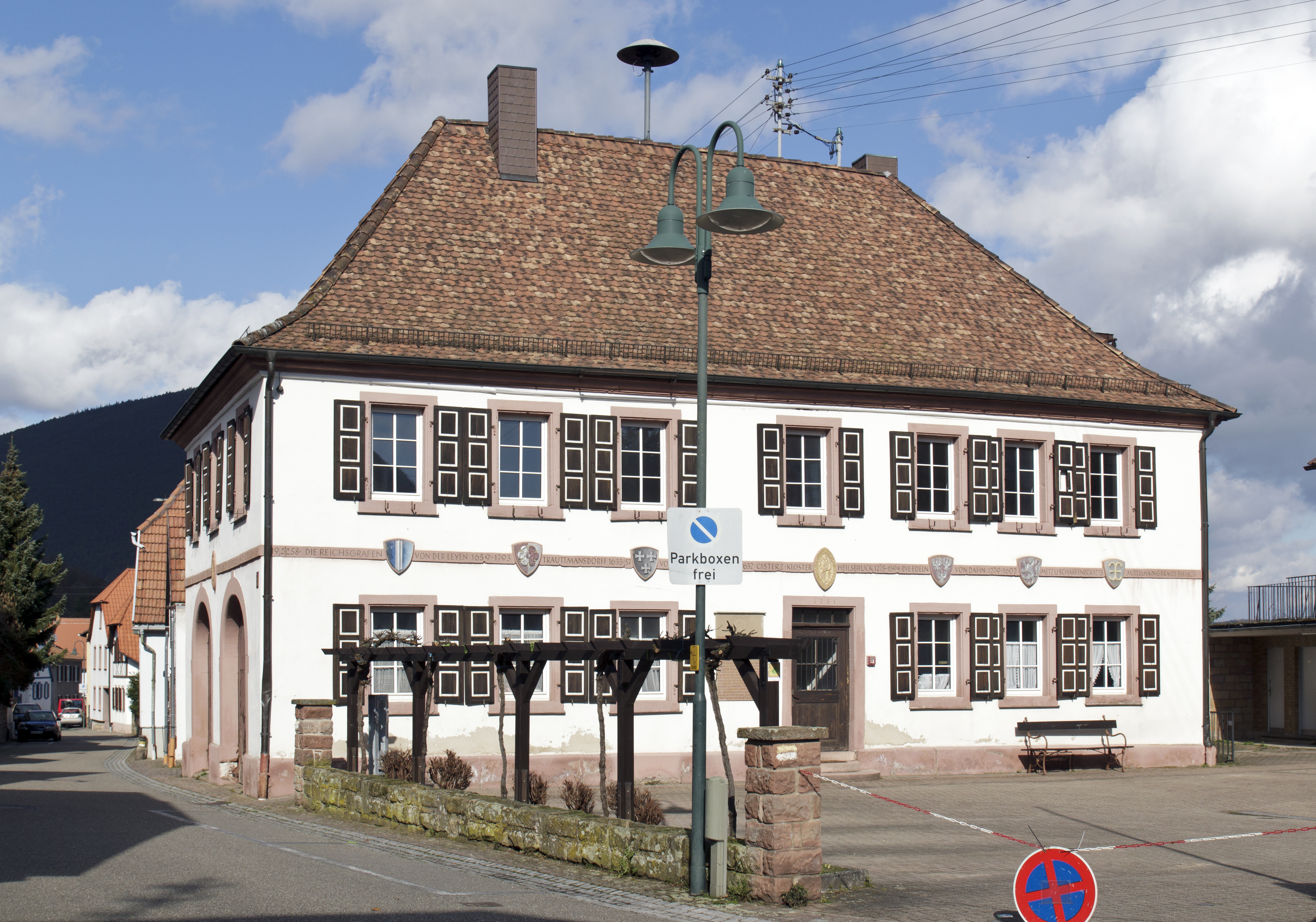
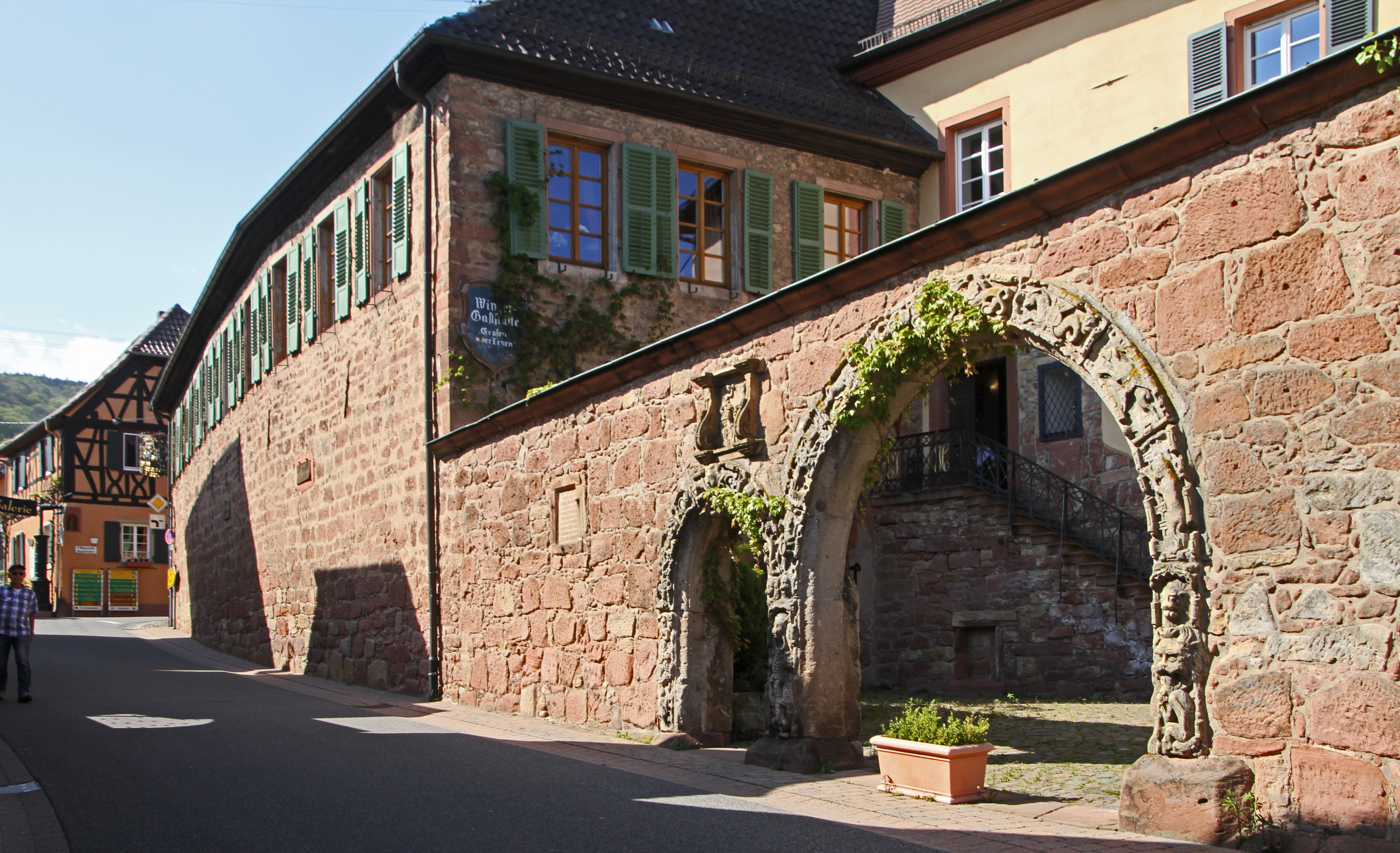
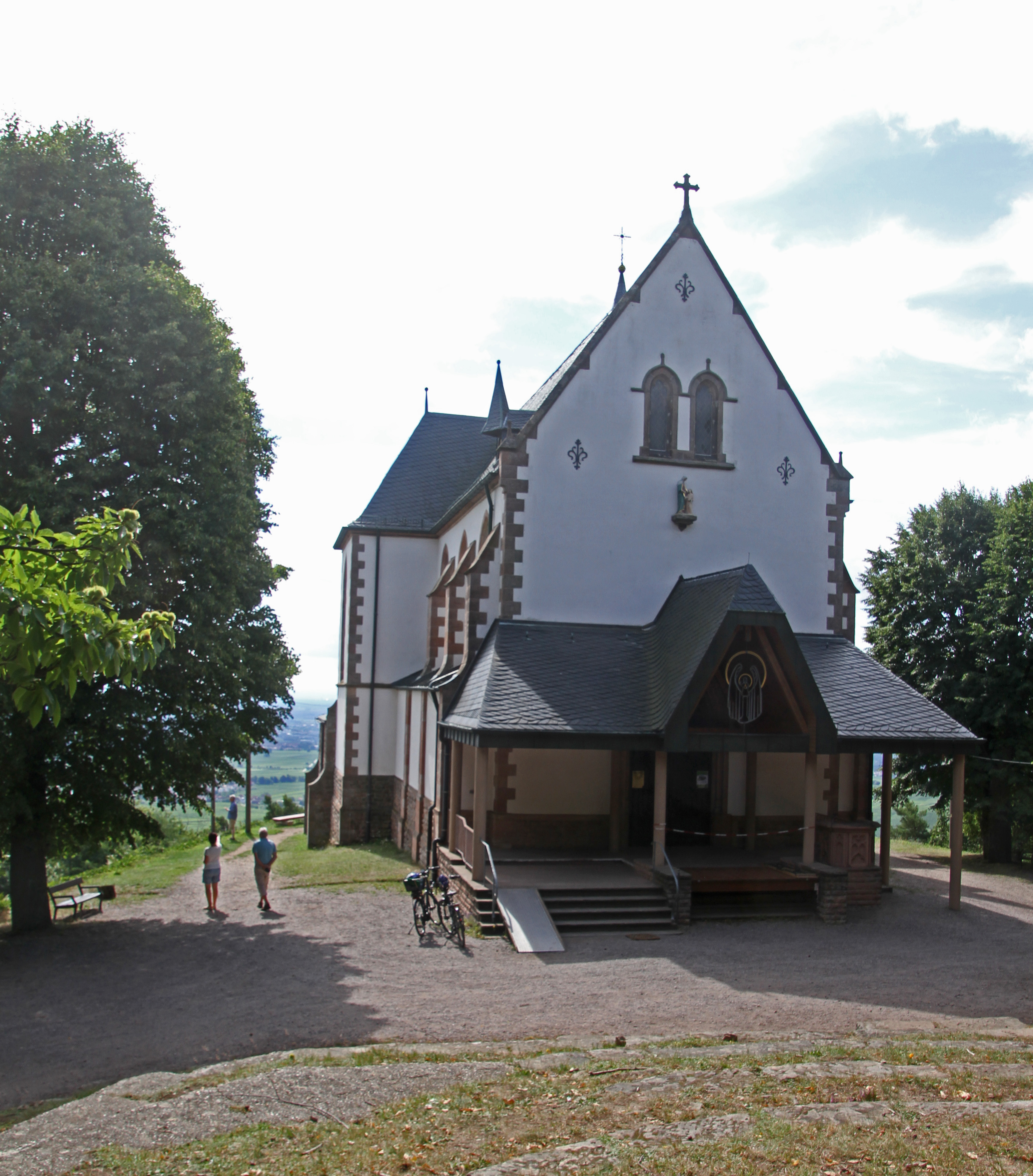
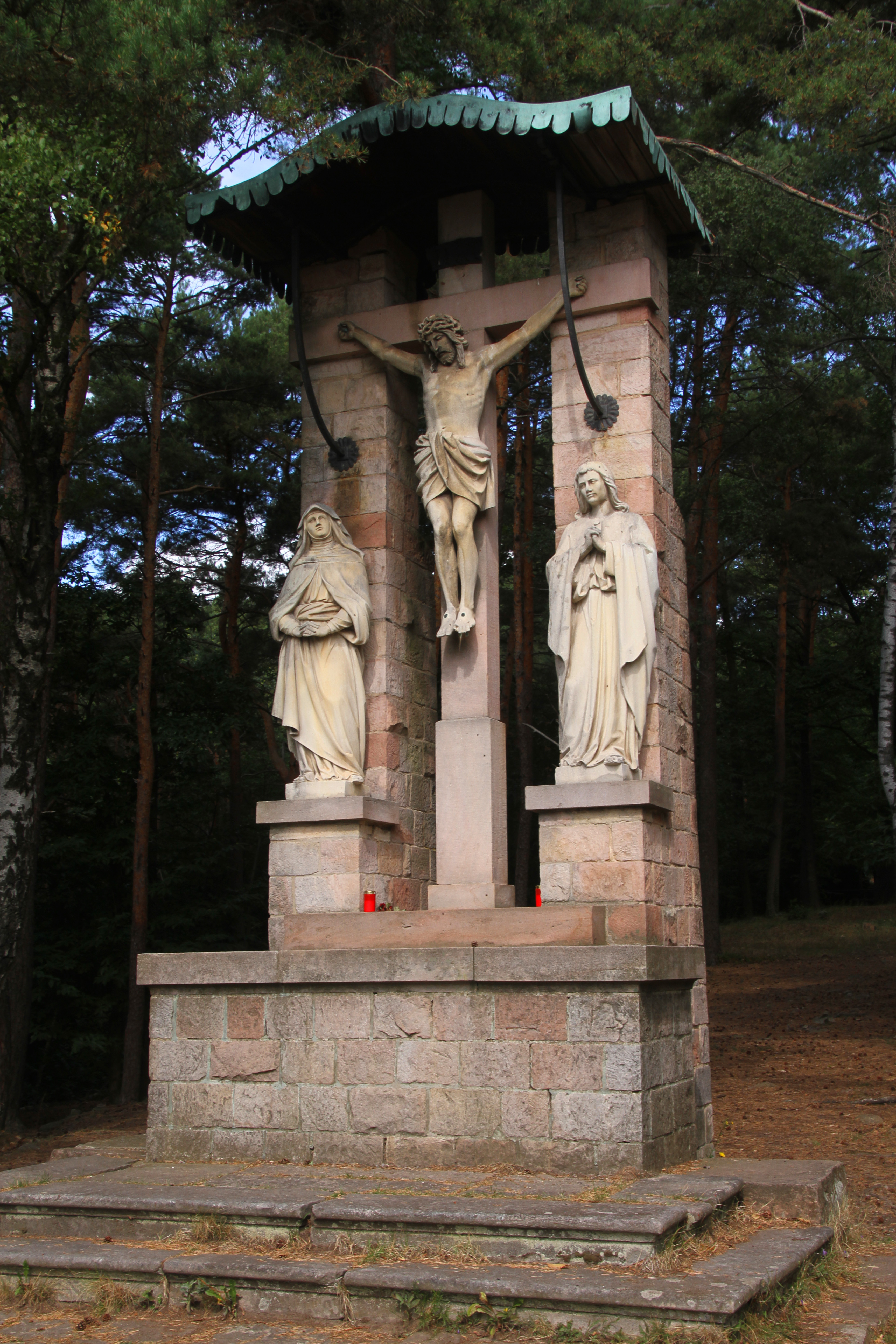